# Estrada de Ferro de Nazaré

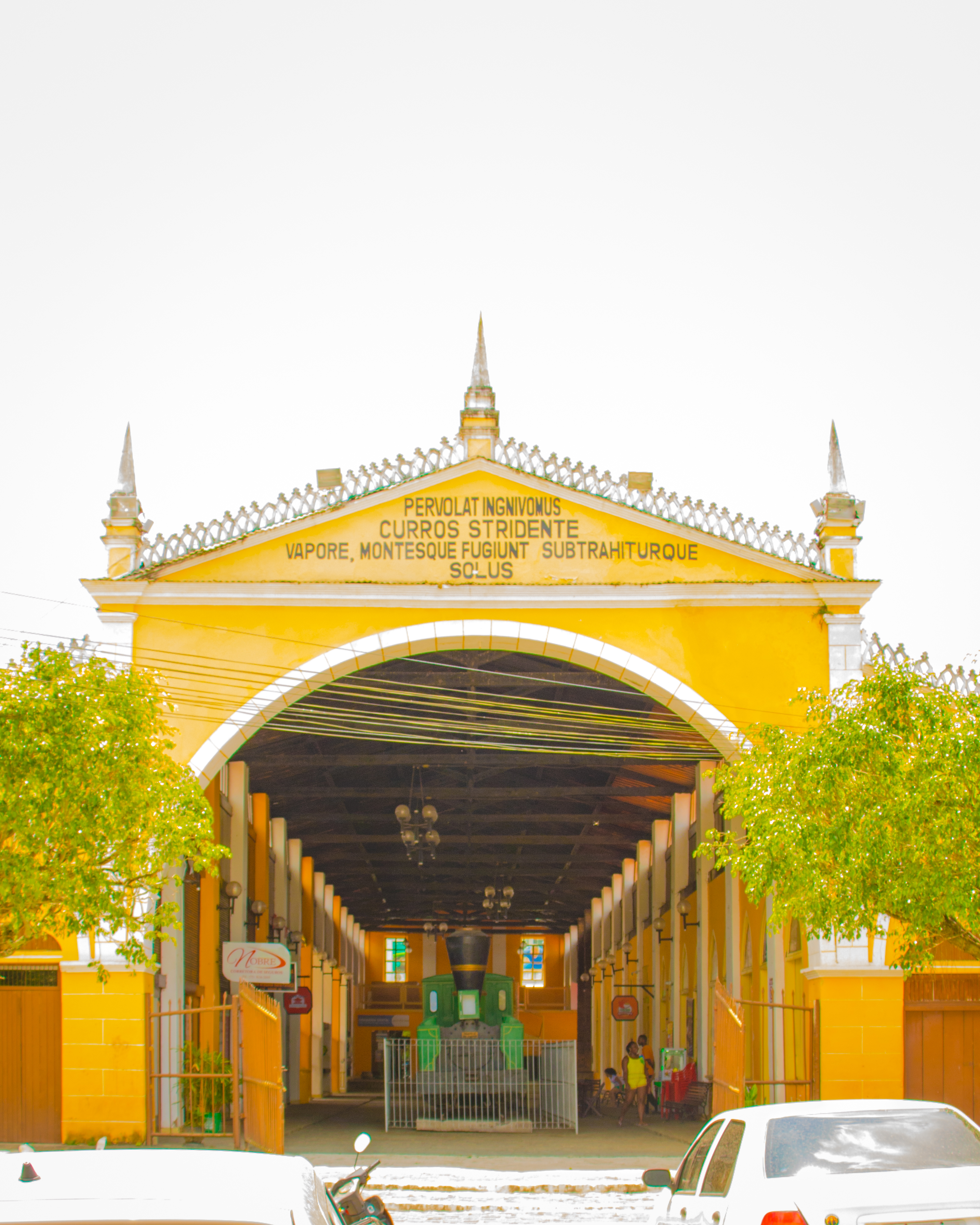
Locomotiva Visconde de São Lourenço no interior da Estação Ferroviária Alexandre Bittencourt, em Nazaré

A Estrada de Ferro de Nazaré foi fundada em 1869, e administrada pela Tram Road de Nazareth. A empresa foi organizada em 1871, por Alexandre Bittencourt e João Luiz Pires Lopes. No projeto inicial a Estrada partia da cidade de Nazaré, popularmente conhecida como Nazaré das Farinhas, situada no Recôncavo baiano com destino a cidade de Jequié, onde chegou em 1927. O primeiro trecho foi inaugurado em 1875, ligando Nazaré ao distrito do Onha. Num novo projeto foi feito a ampliação da ferrovia com a finalidade de alcançar a Baía de Todos-os-Santos facilitando o acesso a Salvador. Assim, a linha foi estendida até São Roque do Paraguaçu, distrito da Maragogipe, totalizando 325 km. Devido a crises financeiras a Estrada de Ferro de Nazaré foi comprada em 1906, pelo Estado da Bahia. Só em 1968, a ferrovia foi adquirida pelo Governo Federal e incorporada a Viação Férrea Federal Leste Brasileiro.